# Trombone Dixie
«Trombone Dixie» es un instrumental compuesto por Brian Wilson para los Beach Boys. Grabado en noviembre de 1965, fue dejado fuera del álbum inminente del grupo, Pet Sounds (1966), y no sería lanzado hasta 1990 como una canción adicional para la reedición del CD del álbum. Los extractos de la sesión de grabación instrumental se incluyeron luego en The Pet Sounds Sessions (1997).
De acuerdo con Brian, "Estuve tonteando un día, jodidamente con los músicos, y saqué ese arreglo de mi maletín y lo hicimos en 20 minutos. No era nada, realmente no había nada en él". La pieza incluye un riff de "The Little Girl I Once Knew" La niña que una vez conocí "de Wilson (1965), y una parte de la introducción sería luego reciclada para su "Had to Phone Ya" (1976).

## Créditos
Por Alan Boyd y Craig Slowinski.
- Hal Blaine – batería
- Chuck Britz – ingeniero
- Roy Caton – trompeta
- Jerry Cole – guitarra
- Steve Douglas – saxofón alto
- James Henderson – trompeta
- Carol Kaye – bajo eléctrico
- Barney Kessel – guitarra
- Jay Migliori – saxofón bajo
- Lew McCreary – trombón bajo
- Don Randi – piano de pared
- Lyle Ritz – contrabajo
- Billy Strange – guitarra
- Ron Swallow – pandereta
- Julius Wechter – Latin percussion, vibráfono
- Jerry Williams – timbal